# Alter A.1
Alter A.1 là một loại máy bay tiêm kích hai tầng cánh của Đức trong Chiến tranh thế giới I.

## Tính năng kỹ chiến thuật (Alter A.I)
Dữ liệu lấy từ Alter A.Ifr:Alter A.I
Đặc tính tổng quan
- Kíp lái: 1
- Trọng lượng có tải: 510 kg (1.124 lb)
- Động cơ:  × Goebel Goe II , 82 kW (110 hp)

Hiệu suất bay
- Vận tốc cực đại: 117 km/h (73 mph; 63 kn)
- Vận tốc lên cao: 3,91 m/s (770 ft/min)
- Thời gian lên độ cao: 3.000m trong 12,8 phút

Vũ khí trang bị